# تاتسویا ایتو
تاتسویا ایتو (ژاپنی: 伊藤達哉؛ زادهٔ ۲۶ ژوئن ۱۹۹۷) بازیکن فوتبال اهل ژاپن است.
از باشگاه‌هایی که در آن بازی کرده‌است می‌توان به باشگاه فوتبال هامبورگ اشاره کرد.